# Hans Krása
Hans Krása (ur. 30 listopada 1899 w Pradze, zm. 17 października 1944 w KL Auschwitz) – czeski kompozytor pochodzenia żydowskiego, zamordowany w Auschwitz. Pomagał stworzyć życie kulturalne w obozie koncentracyjnym Theresienstadt.

## Życie
Hans Krása urodził się w Pradze. Jego ojciec był czeskim prawnikiem, a matka niemiecką Żydówką. W dzieciństwie uczył się grać na fortepianie oraz skrzypcach, a następnie studiował w Akademii Muzycznej w Pradze. Gdy zakończył studia został tzw. répétiteur w Státní opera, gdzie spotkał się z kompozytorem i dyrygentem Alexandrem von Zemlinskim, który miał duży wpływ na karierę Krásy.
Jego debiut kompozytorski miał miejsce w Pradze, w maju 1921, pod pieczą Zemlinskiego i został dobrze przyjęty. W 1927 razem z Zemlinskim wyjechał do Berlina, gdzie został przedstawiony Albertowi Rousselowi. Tęskniąc za domem wrócił jednak do Pragi, powracając także do swojej poprzedniej pracy, tym razem jednak w Teatrze Neues Deutsches. Jego największym osiągnięciem okazała się opera  Verlobung im Traum, która została po raz pierwszy wykonana w miejscu jego pracy w 1933 pod pieczą Georga Szella i zdobyła Czechosłowacką Nagrodę Państwową.
Brundibár, opera oparta na sztuce Arystofanesa, była ostatnią pracą, którą Krása ukończył zanim został aresztowany przez nazistów 10 sierpnia 1942. Krása został wysłany do getta w Theresienstadt, gdzie przerobił dzieło. Wykonano je w obozie 55 razy. Pojawiło się także w filmie propagandowym wykonanym dla Czerwonego Krzyża w 1944.

## Śmierć
Razem z kompozytorami Viktorem Ullmannem, Pavelem Haasem oraz Gideonem Kleinem, został przetransportowany do Auschwitz, gdzie został zamordowany 17 października 1944.